# Katharina Menz
Katharina Menz (Backnang, 8 de octubre de 1990) es una deportista alemana que compite en judo.
Participó en los Juegos Olímpicos de Tokio 2020, obteniendo una medalla de bronce en la prueba de equipo mixto.
Ganó una medalla de plata en el Campeonato Mundial de Judo de 2022 y una medalla de bronce en el Campeonato Europeo de Judo de 2020, ambas en la categoría de –48 kg.

## Palmarés internacional
| Juegos Olímpicos   | Juegos Olímpicos        | Juegos Olímpicos  | Juegos Olímpicos |
| Año                | Lugar                   | Medalla           | Categoría        |
| ------------------ | ----------------------- | ----------------- | ---------------- |
| 2020               | Tokio (Japón)           | Medalla de bronce | Equipo mixto     |
| Campeonato Mundial |                         |                   |                  |
| Año                | Lugar                   | Medalla           | Categoría        |
| 2022               | Taskent (Uzbekistán)    | Medalla de plata  | –48 kg           |
| Campeonato Europeo |                         |                   |                  |
| Año                | Lugar                   | Medalla           | Categoría        |
| 2020               | Praga (República Checa) | Medalla de bronce | –48 kg           |